# Оле (король Дании)
Оле (дат. Ale) — легендарный король Дании, упомянутый в «Деяниях данов» Саксона Грамматика. По данным этого хрониста, Оле принадлежал к династии Скьёльдунгов,был сыном Сиварда и племянником Харальда Боезуба. Когда последний погиб в битве при Бровалле, победитель, Сигурд Кольцо, сделал Оле королём Сконе. Позже Оле объединил под своей властью все земли данов. Из-за своих жестокости и несправедливости он был убит заговорщиками, власть перешла к его сыну Омунду.
Исследователи полагают, что Оле мог быть одним лицом с Олавом, сыном Фридлева, которого Саксон Грамматик упоминает выше, и с Али Смелым — конунгом Уппсалы, который тоже был убит своими приближёнными.